# Холдер (позиция в американском футболе)

Кикер (№ 2) готовится пробить по мячу, удерживаемому холдером (№ 9).

Холдер (англ. Holder) (H) — позиция игрока в американском футболе.

## Функции
Холдер вместе с кикером и лонг снэппером входит в состав Спецкоманды. Игрок расположен в 7—8 ярдах за пределом линии. Его основная задача — поймать мяч, брошенный лонг снэппером, установить и удержать его на земле для того, чтобы кикер мог пробить одноочковую реализацию и филд гол.
Обычно, в роли холдера выступают запасной квотербек или игрок другой позиции, не занятый в розыгрыше.